# Luisa Sofia di Schleswig-Holstein-Sonderburg-Augustenburg
Luisa Sofia di Schleswig-Holstein-Sonderburg-Augustenburg, (tedesco: Feodora Sophie Luise Adelheid Henriette Amalie) (Kiel, 8 aprile 1866 – Bad Nauheim, 28 aprile 1952), fu una principessa di Schleswig-Holstein-Sonderburg-Augustenburg per nascita e di Prussia per matrimonio.

## Famiglia
Era la sesta dei figli, e la terza figlia femmina, del duca Federico VIII di Schleswig-Holstein-Sonderburg-Augustenburg, e di sua moglie, la principessa Adelaide di Hohenlohe-Langenburg. Suoi fratelli maggiori furono Augusta Vittoria, che divenne per matrimonio imperatrice di Germania e Ernesto Gunther, che succedette al padre come duca di Schleswig-Holstein.
I suoi nonni paterni erano Cristiano, duca di Augustenburg e Luisa Sofia, contessa Danneskiold-Samsoe. I suoi nonni materni erano Ernesto Cristiano Carlo IV, duca di Hohenlohe-Langenburg e la principessa Feodora di Leiningen, sorellastra della regina Vittoria del Regno Unito.

## Matrimonio
Sposò, il 24 giugno 1889, il principe Federico Leopoldo di Prussia, ultimogenito e unico figlio msschio del principe Federico Carlo di Prussia e della principessa Maria Anna di Anhalt, una pronipote di Federico Guglielmo III di Prussia.
Il matrimonio venne celebrato al Palazzo di Charlottenburg a Berlino.  Molti reali importanti parteciparono alla cerimonia, come il cognato, l'imperatore Guglielmo, e Giorgio I di Grecia.
Ebbero quattro figli:
- la principessa Vittoria Margherita (17 aprile 1890 - 9 settembre 1923), sposò Enrico XXXIII di Reuss-Köstritz, ebbero figli;
- il principe Federico Sigismondo (17 dicembre 1891 - 27 luglio 1927), sposò la principessa Maria Luisa di Schaumburg-Lippe, ebbero figli;
- il principe Federico Carlo di Prussia (6 aprile 1893-6 aprile 1917), morto durante la prima guerra mondiale;
- il principe Federico Leopoldo di Prussia (17 agosto 1895[1]-27 novembre 1959).

## Morte
In varie occasioni Luisa rischiò la morte. Nel 1896, si ruppe il ghiaccio, su cui ella ed una delle dame del suo seguito stavano pattinando, vicino al castello di Glenicke, a Potsdam: anche se furono salvate, il principe Federico fu rimproverato da Guglielmo II per la sua indifferenza al benessere della moglie e posto agli arresti per due settimane nei suoi appartamenti. 
L'anno seguente le si slacciò la sella di un cavallo e fu trascinata per un tratto lungo la strada, ma fu salvata da suo marito e da un aiutante di campo. 
Luisa spesso rappresentò la sorella, l'imperatrice di Germania, agli impegni sociali e visite agli ospedali.
Dopo avere affrontato molte tragedie personali, come tre dei suoi figli morti in giovane età, morì il 28 aprile 1952, all'età di 86 anni, a Bad Nauheim, in Germania.

## Ascendenza
|                                                             |                                          |                                                                   | Genitori                                        |  |  | Nonni |  |  | Bisnonni                                                            |  |  | Trisnonni                                                          |  |
|                                                             |                                          |                                                                   |                                                 |  |  |       |  |  | Federico Cristiano II di Schleswig-Holstein-Sonderburg-Augustenburg |  |  | Federico Cristiano I di Schleswig-Holstein-Sonderburg-Augustenburg |  |
|                                                             |                                          |                                                                   |                                                 |  |  |       |  |  | Federico Cristiano II di Schleswig-Holstein-Sonderburg-Augustenburg |  |  | Federico Cristiano I di Schleswig-Holstein-Sonderburg-Augustenburg |  |
|                                                             |                                          | Carlotta Amalia Guglielmina di Schleswig-Holstein-Sonderburg-Plön |                                                 |  |  |       |  |  | Federico Cristiano II di Schleswig-Holstein-Sonderburg-Augustenburg |  |  |                                                                    |  |
| Cristiano di Schleswig-Holstein-Sonderburg-Augustenburg     |                                          |                                                                   |                                                 |  |  |       |  |  | Federico Cristiano II di Schleswig-Holstein-Sonderburg-Augustenburg |  |  |                                                                    |  |
|                                                             |                                          | Luisa Augusta di Danimarca                                        | Cristiano VII di Danimarca                      |  |  |       |  |  |                                                                     |  |  |                                                                    |  |
|                                                             |                                          | Luisa Augusta di Danimarca                                        | Cristiano VII di Danimarca                      |  |  |       |  |  |                                                                     |  |  |                                                                    |  |
|                                                             |                                          | Luisa Augusta di Danimarca                                        | Carolina Matilde di Hannover                    |  |  |       |  |  |                                                                     |  |  |                                                                    |  |
| Federico VIII di Schleswig-Holstein-Sonderburg-Augustenburg |                                          | Luisa Augusta di Danimarca                                        |                                                 |  |  |       |  |  |                                                                     |  |  |                                                                    |  |
|                                                             |                                          | Christian Conrad Sophus Danneskiold-Samsøe                        | Frederik Christian Danneskiold-Samsøe           |  |  |       |  |  |                                                                     |  |  |                                                                    |  |
|                                                             |                                          | Christian Conrad Sophus Danneskiold-Samsøe                        | Frederik Christian Danneskiold-Samsøe           |  |  |       |  |  |                                                                     |  |  |                                                                    |  |
|                                                             |                                          | Christian Conrad Sophus Danneskiold-Samsøe                        | Nicoline Rosenkrantz                            |  |  |       |  |  |                                                                     |  |  |                                                                    |  |
| Luisa Sofia di Danneskiold-Samsøe                           |                                          | Christian Conrad Sophus Danneskiold-Samsøe                        |                                                 |  |  |       |  |  |                                                                     |  |  |                                                                    |  |
|                                                             |                                          | Johanne Henriette Valentine Kaas                                  | Fredrik Christian Kaas                          |  |  |       |  |  |                                                                     |  |  |                                                                    |  |
|                                                             |                                          | Johanne Henriette Valentine Kaas                                  | Fredrik Christian Kaas                          |  |  |       |  |  |                                                                     |  |  |                                                                    |  |
|                                                             |                                          | Johanne Henriette Valentine Kaas                                  | Edele Sofie Sparre                              |  |  |       |  |  |                                                                     |  |  |                                                                    |  |
| Luisa Sofia di Schleswig-Holstein-Sonderburg-Augustenburg   |                                          | Johanne Henriette Valentine Kaas                                  |                                                 |  |  |       |  |  |                                                                     |  |  |                                                                    |  |
|                                                             | Carlo Ludovico I di Hohenlohe-Langenburg | Cristiano Alberto di Hohenlohe-Langenburg                         |                                                 |  |  |       |  |  |                                                                     |  |  |                                                                    |  |
|                                                             | Carlo Ludovico I di Hohenlohe-Langenburg | Cristiano Alberto di Hohenlohe-Langenburg                         |                                                 |  |  |       |  |  |                                                                     |  |  |                                                                    |  |
|                                                             | Carlo Ludovico I di Hohenlohe-Langenburg | Carolina di Stolberg-Gedern                                       |                                                 |  |  |       |  |  |                                                                     |  |  |                                                                    |  |
| Ernesto I di Hohenlohe-Langenburg                           | Carlo Ludovico I di Hohenlohe-Langenburg |                                                                   |                                                 |  |  |       |  |  |                                                                     |  |  |                                                                    |  |
|                                                             |                                          | Amalia Enrichetta di Solms-Baruth                                 | Giovanni Cristiano di Solms-Baruth              |  |  |       |  |  |                                                                     |  |  |                                                                    |  |
|                                                             |                                          | Amalia Enrichetta di Solms-Baruth                                 | Giovanni Cristiano di Solms-Baruth              |  |  |       |  |  |                                                                     |  |  |                                                                    |  |
|                                                             |                                          | Amalia Enrichetta di Solms-Baruth                                 | Federica Luisa di Reuss-Köstritz                |  |  |       |  |  |                                                                     |  |  |                                                                    |  |
| Adelaide di Hohenlohe-Langenburg                            |                                          | Amalia Enrichetta di Solms-Baruth                                 |                                                 |  |  |       |  |  |                                                                     |  |  |                                                                    |  |
|                                                             |                                          | Emilio Carlo di Leiningen                                         | Carlo Federico Guglielmo di Leiningen           |  |  |       |  |  |                                                                     |  |  |                                                                    |  |
|                                                             |                                          | Emilio Carlo di Leiningen                                         | Carlo Federico Guglielmo di Leiningen           |  |  |       |  |  |                                                                     |  |  |                                                                    |  |
|                                                             |                                          | Emilio Carlo di Leiningen                                         | Guglielmina Luisa di Solms-Rödelheim-Assenheim  |  |  |       |  |  |                                                                     |  |  |                                                                    |  |
| Feodora di Leiningen                                        |                                          | Emilio Carlo di Leiningen                                         |                                                 |  |  |       |  |  |                                                                     |  |  |                                                                    |  |
|                                                             |                                          | Vittoria di Sassonia-Coburgo-Saalfeld                             | Francesco Federico di Sassonia-Coburgo-Saalfeld |  |  |       |  |  |                                                                     |  |  |                                                                    |  |
|                                                             |                                          | Vittoria di Sassonia-Coburgo-Saalfeld                             | Francesco Federico di Sassonia-Coburgo-Saalfeld |  |  |       |  |  |                                                                     |  |  |                                                                    |  |
|                                                             |                                          | Vittoria di Sassonia-Coburgo-Saalfeld                             | Augusta di Reuss-Ebersdorf                      |  |  |       |  |  |                                                                     |  |  |                                                                    |  |
|                                                             |                                          | Vittoria di Sassonia-Coburgo-Saalfeld                             |                                                 |  |  |       |  |  |                                                                     |  |  |                                                                    |  |